# Cleyera skutchii
Cleyera skutchii är en tvåhjärtbladig växtart som beskrevs av Clarence Emmeren Kobuski. Cleyera skutchii ingår i släktet Cleyera, och familjen Pentaphylacaceae. Inga underarter finns listade i Catalogue of Life.